# Chris Stapleton
Christopher Alvin Stapleton (Lexington, Kentucky, Estados Unidos; 15 de abril de 1978), más conocido como Chris Stapleton, es un cantante, compositor y guitarrista estadounidense. Él es un compositor reconocido contando con seis No. 1 incluyendo «Never Wanted Nothing More» el cual fue No. 1 durante cinco semanas, grabado por Kenny Chesney, «Love's Gonna Make It Alright» grabado por George Strait, y «Come Back Song» el cual fue grabado por Darius Rucker.
Más de 150 canciones escritas por Stapleton, de género blues han aparecido en álbumes de artistas tales como Adele, Luke Bryan, Tim McGraw, Brad Paisley, Justin Timberlake, Dierks Bentley, Taylor Swift y Ed Sheeran. Entre otros artistas, él ha coescrito con Vince Gill, Peter Frampton y Sheryl Crow.
Después de ser el líder del grupo de bluegrass The SteelDrivers de 2008 a 2010, Stapleton publicó su álbum de estudio debut titulado Traveller en 2015, el cual alcanzó el No. 1 en el Billboard 200 en Estados Unidos y fue certificado doble disco platino por la Recording Industry Association of America (RIAA). Entre varios premios, él ganó en los CMA Awards y el Academy of Country Music Awards en la categoría Álbum del Año y Vocalista del Año, y los Premio Grammy a Mejor Álbum de Música Country y Premio Grammy a Mejor Interpretación de Country Solista en la 58.ª edición de los Premios Grammy. Su segundo álbum de estudio, From A Room: Volume 1, publicado en 2017, alcanzó la segunda posición en el Billboard 200, al igual que From A Room: Volume 2, publicado el mismo año.
Es considerado por la prensa especializada y muchos artistas como el músico que mato al Bro-country.

## Vida personal
Stapleton está casado con la cantante y compositora Morgane Stapleton, quien coescribió el sencillo de 2006 de Carrie Underwood, "Don't Forget to Remember Me". Ella tenía un contrato de grabación con Arista Nashville. La pareja se conoció cuando trabajaban en editoriales adyacentes. Tienen cinco hijos y viven en Nashville.
El 28 de abril de 2019 apareció como extra en un episodio de la serie de televisión Game of Thrones, "The Long Night".

## Discografía
- 2015: Traveller
- 2017: From A Room: Volume 1
- 2017: From A Room: Volume 2
- 2020: Starting over
- 2023: Higher